# История евреев в Сан-Марино

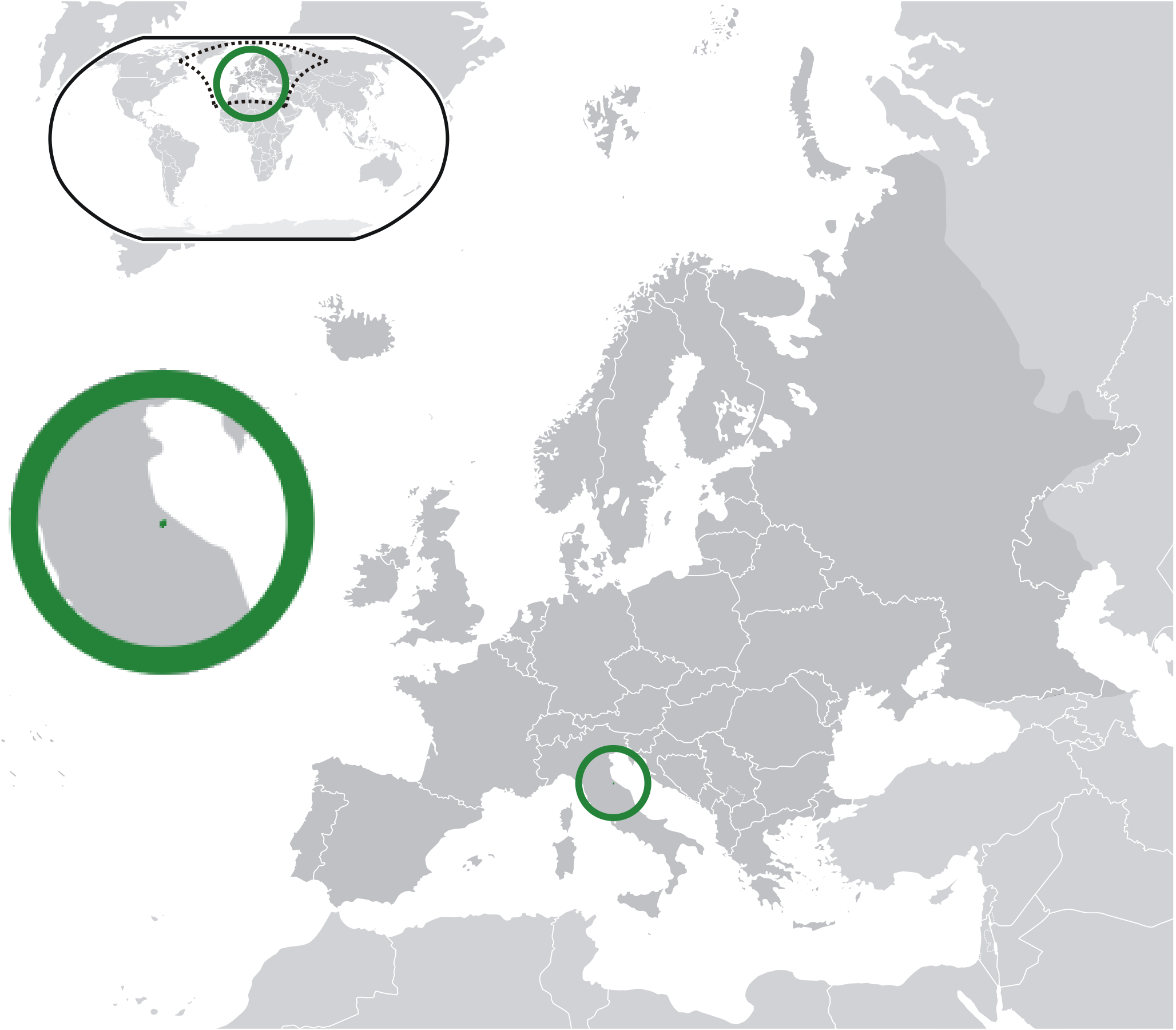
Расположение Сан-Марино (тёмно-зелёный цвет, в круге) в Европе

Флаг Сан-Марино

История евреев Сан-Марино восходит к средневековью.
Сан-Марино — небольшое государство, не имеющее выхода к морю в центральной части Апеннинского полуострова. Евреи живут в Сан-Марино уже не менее 600 лет.
Первое упоминание о евреях в Сан-Марино датируется концом XIV века в официальных документах, фиксирующих деловые операции евреев. В течение XV-XVII веков накопилось множество документов, описывающих еврейские отношения и подтверждающих наличие еврейской общины в Сан-Марино. Евреи должны были носить специальные значки и жить в соответствии с особыми ограничениями, но им также была предоставлена официальная защита со стороны правительства и они никогда не должны были жить в гетто.
Во время Второй мировой войны Сан-Марино стал для более чем 100 000 итальянцев и евреев убежищем от преследований нацистов и итальянских властей. Сегодня в Сан-Марино проживает лишь небольшое количество евреев.